# Embalse de Aracena
El embalse de Aracena pertenece a la cuenca hidrográfica del Guadalquivir y se ubica en la provincia de Huelva (Andalucía, España), dentro de los términos municipales de Corteconcepción, Puerto Moral y Zufre, en el parque natural de Sierra de Aracena y Picos de Aroche. Fue construido entre 1963 y 1970, siendo inaugurado en 1970.
El embalse, sobre el río Rivera de Huelva, tiene una capacidad de embalsado de 127 hm³, un perímetro de 135 km y una superficie de 844 ha. 

## Características ambientales de la cuenca
- Paisaje: relieve montañoso
- Vegetación: comunidades vegetales catalogados. Vegetación climática 40%.
- Fauna: especies catalogadas de interés
- Geología: pizarras, grauvacas, cuarcitas, filitas, anfibolitas
- Hidrogeología: acuíferos carbonatados de la Sierra de Huelva
- Edafología: uso forestal

## Usos turísticos-recreativos
- Pesca
- Navegación a vela en zona acotada
- Baño
- Pic-nic
- Restaurantes

## Efectos socioeconómicos
- Núcleos desaparecidos: 0
- Creación de nuevos núcleos: 0
- N.º de viviendas inundadas: 6
- N.º de habitantes desplazados: 30
- Superficie expropiada: -
- Vías de comunicación afectadas: carretera Corteconcepción-Cañaveral.